# Christian Ludwig Taddel
Christian Ludwig Taddel (* 11. April 1706 in Rostock; † 12. Juni 1775 ebenda) war ein deutscher Verwaltungsjurist und Kirchenlieddichter aus der mecklenburgischen Gelehrtenfamilie Taddel. 

## Leben und Wirken
Taddel war der Sohn des mecklenburgischen Regierungsrats Jakob Taddel und seiner Frau Katharina, geb. Vermehren. Er studierte Rechtswissenschaften an der Universität Rostock, wo er auch am 27. September 1729 unter Vorsitz von Jakob Carmon zum Dr. der Rechte promoviert wurde. Im gleichen und im folgenden Jahr trat er als Verfasser von Geburtstagskantaten auf Herzog Carl Leopold in Erscheinung. Als Verwaltungsjurist stieg er bis zum Direktor der Justizkanzlei und des Konsistoriums in Rostock auf. In seiner Eigenschaft als Direktor des Konsistoriums hatte er 1764 den Vorschlag für das neue Gesangbuch für Mecklenburg mit zu begutachten. Seine diesbezügliche fachliche Qualifikation hatte er bereits 1744 durch Herausgabe von fünf selbst geschaffenen Kirchenliedern unter Beweis gestellt, die im Anhang zum Gesangbuch erschienen.
Sein Osterlied „Höllenzwinger, nimm die Palmen“ fand die weiteste Verbreitung; es wurde nicht nur in die Mecklenburger Gesangbücher, sondern mit dem veränderten Anfang „Überwinder, nimm die Palmen“ auch in das Württemberger Gesangbuch von 1842 und in das Hamburger Gesangbuch von 1842 aufgenommen.
Sein Sohn Johann Gottlieb Taddel (* 30. April 1740 in Güstrow; † 15. September 1797 in Rostock) wurde ebenfalls Jurist, 1779 Syndikus der Stadt Rostock und um 1788 Prokurator und Advokat an der Mecklenburgischen Justizkanzlei zu Rostock sowie Prokurator am Konsistorium zu Rostock.

## Schriften
- Dissertatio juridica inauguralis de imitatione per tabellionem privata vulgo Die Beschickung durch einen Notarium. Rostock: Adler 1729 (Digitalisat)